# Achalcus minusculus
Achalcus minusculus är en tvåvingeart som beskrevs av Octave Parent 1933. Achalcus minusculus ingår i släktet Achalcus och familjen styltflugor. Inga underarter finns listade i Catalogue of Life.